# Mōto Hagio
Moto Hagio (萩尾望都, Hagio Moto) es una dibujante de manga shōjo, nacida el 12 de mayo de 1949 en Ōmuta, Fukuoka. Es considerada la artista más importante del género shōjo (dirigido a mujeres jóvenes y adolescentes) y una de las artistas manga más influyentes de todos los tiempos. Entre los críticos se la conoce como el "dios del manga shōjo " (少女漫画の神様, shōjo manga no kami-sama). 
Debutó a los 20 años con Lulu to Mimi. A pesar de ser considerada una de las creadoras del shōnen ai, en su obra ha tratado una gran variedad de temas, desde la ciencia ficción y el misterio hasta las comedias románticas. Hace parte del llamado Grupo del 24. 
Dentro de su prolífica producción, merecen mencionarse "El Clan de los Poe" (Pō no Ichizoku), 1972-1976 en Shōjo Comic), "¿Quién es el 11° Pasajero?" (11nin iru!) en Bessatsu Shōjo Comic en 1975, "El corazón de Thomas" (Thomas no shinzō), desde 1973-1976 en Shōjo Comic y, más recientemente "Un dios cruel gobierna los cielos" (Zankoku na kami ga shihai suru), 1992-2001 en Petit Flower, que trata el abuso paternal y la homosexualidad. 
En la actualidad Hagio vive en Saitama.
Ha recibido, junto con científicos y otras personalidades, el Premio Asahi en su edición 2016, otorgado por el periódico Asahi Shimbun por innovar en la creación de manga para chicas jóvenes. La ceremonia tuvo lugar el 30 de enero de 2017 en el Hotel Imperial de Tokio.
En España se han publicado algunas de sus obras, siendo el manga "¿Quién es el 11° Pasajero?", el primero de esta autora que ha sido publicado en España, por la editorial Tomodomo en el 2016, aunque ya había sido distribuida y emitida la película anime por Jonu Media.

## Temas y géneros
Hagio escribe principalmente obras de géneros de ciencia ficción, fantasía y romance juvenil, aunque sus trabajos exploran una amplia variedad de temas y personas. Especialmente en el caso de sus cuentos, que tratan una variedad de temas y géneros que incluyen comedia, drama histórico y cuestiones sociales y ambientales. Aunque sus obras están dirigidas principalmente a un público femenino, también atrae a lectores masculinos. 

### Familias disfuncionales

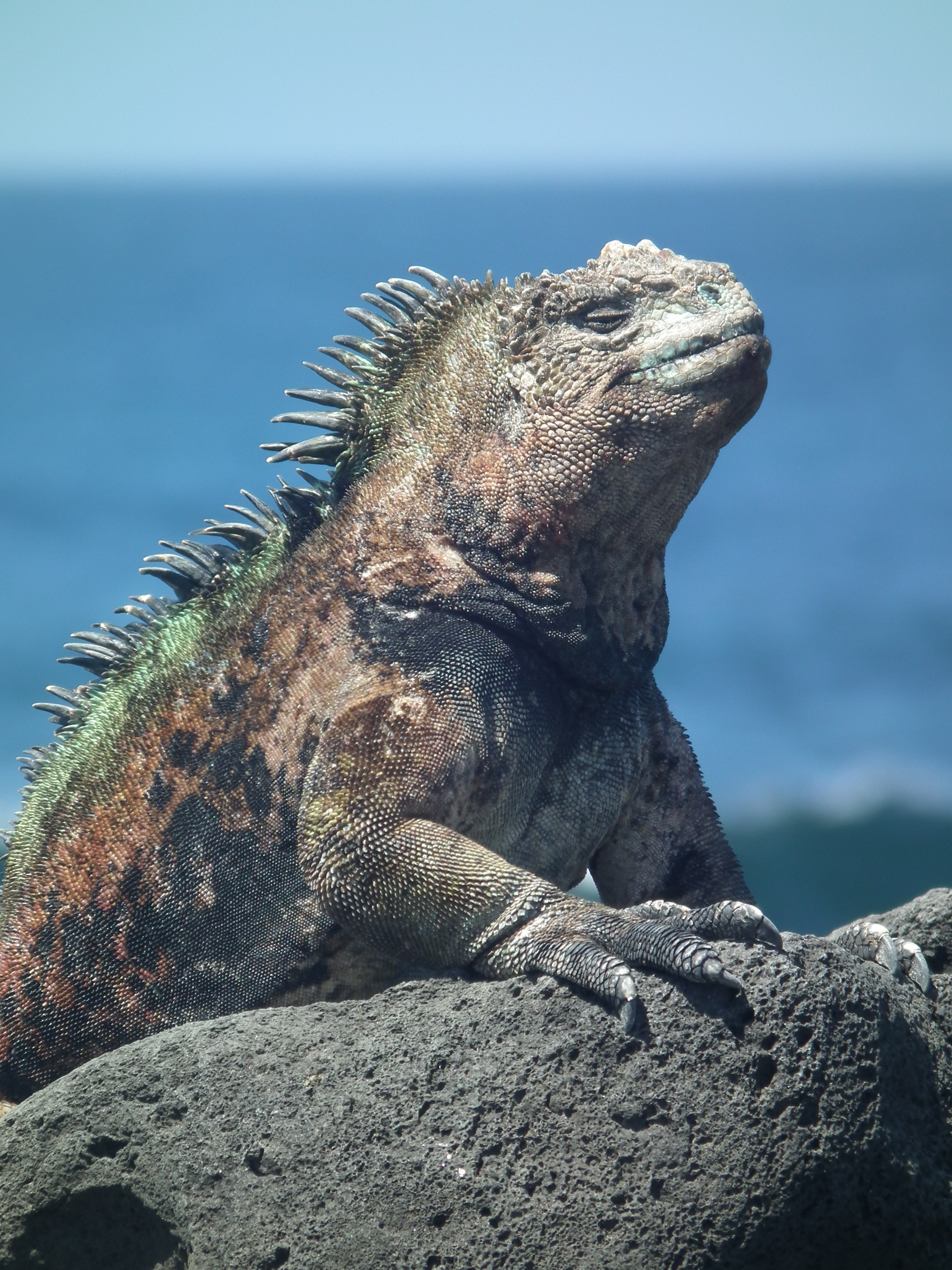
Un documental sobre iguana marinas (imagen) inspiró a Hagio a crear Iguana Girl (1992), un manga semiautobiográfico sobre su relación con su madre.

Hagio ha tenido durante mucho tiempo una relación difícil con sus padres, quienes desaprobaron su carrera como artista de manga incluso después de lograr el éxito comercial y de crítica general. No fue hasta 2010, cuando Hagio contaba con 61 años, que su madre aceptó su profesión. Esta relación tensa, combinada con el propio interés de Hagio en la psicología familiar, ha tenido un impacto significativo en su manga. Las familias y el drama familiar se repiten como motivos comunes en su obra, especialmente los gemelos, que están inspirados en la fantasía infantil de Hagio de tener una hermana gemela para que su madre le preste más atención; y también las madres, que suelen ser retratadas como incapaces de amar a sus hijos y frecuentemente mueren.
En un principio, Hagio se acercó al manga como una oportunidad para representar «algo hermoso», en lugar de una realidad «fea». En consecuencia, evitó los escenarios japoneses contemporáneos para sus primeros trabajos, prefiriendo en cambio temas de ciencia ficción europeos o de otro mundo. Sin embargo, estos primeros trabajos abordan las relaciones familiares disfuncionales, como su one-shot Bianca (1970), un "complot de venganza gótica" de un niño contra sus padres y figuras adultas de autoridad. Su one-shot Iguana Girl de 1992 se convirtió en un punto de inflexión tanto en su vida como en su carrera. En este cuento semiautobiográfico, una madre percibe a su hija como una iguana y la rechaza; la hija interioriza este rechazo, y a su vez está convencida de que es una iguana. Hagio ha descrito el proceso de escribir la historia como un medio para hacer las paces con su familia y, tras su publicación, se sintió más cómoda escribiendo obras ambientadas en el Japón contemporáneo. Sin embargo, el drama familiar sigue siendo un tema común en sus obras, como se expresa en historias que abordan temas de abandono de niños, violación incestual y aborto.

### Bishōnenyshōnen-ai

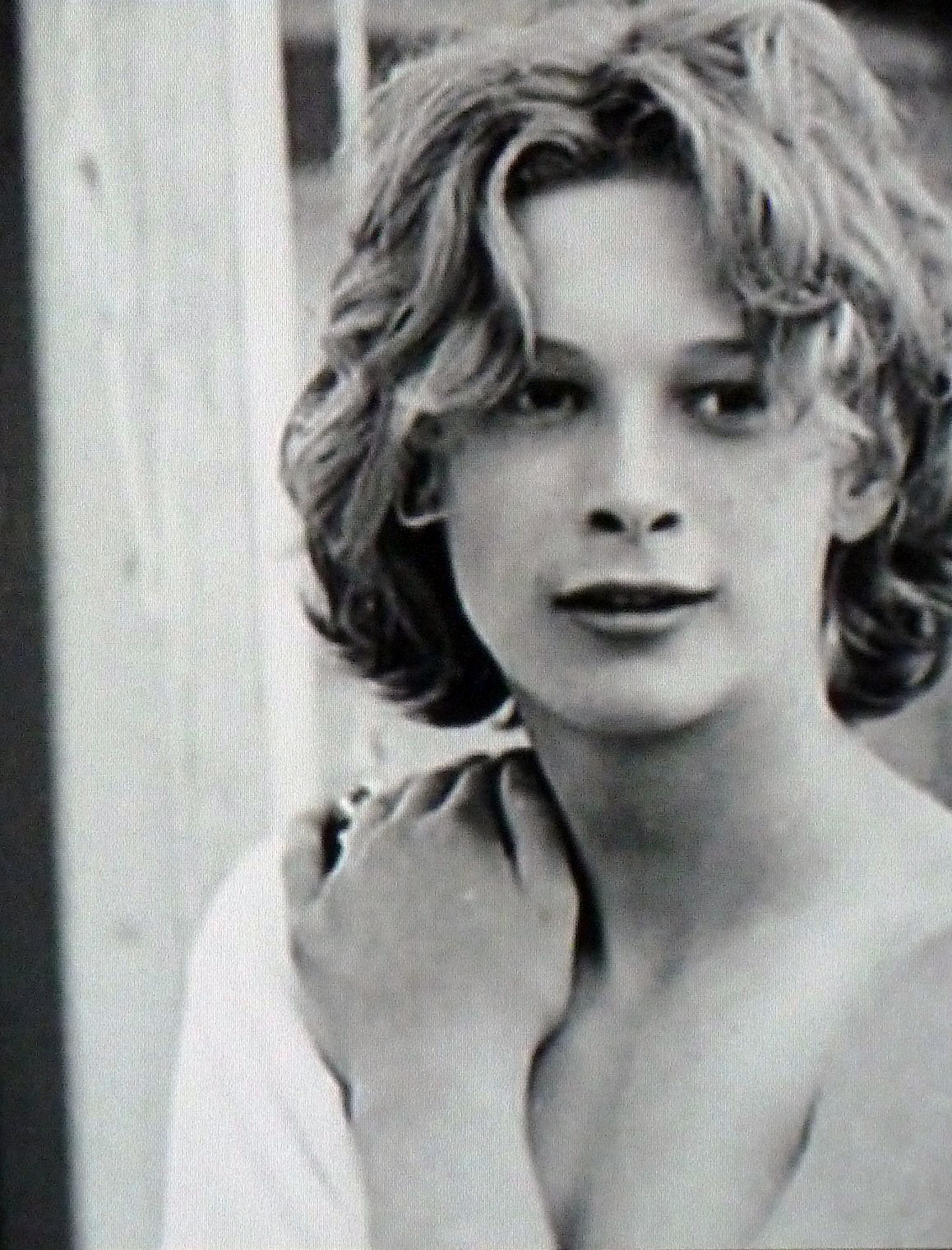
Los bishōnen de Hagio están inspirados en parte en películas que presentan a hombres jóvenes en escenarios homoeróticos, como en Muerte en Venecia (en la foto, la estrella Björn Andrésen).

Las obras de Hagio suelen presentar protagonistas masculinos en lugar de femeninos, especialmente bishōnen (literalmente, «chicos hermosos», un término para hombres jóvenes guapos y andróginos). Ha descrito una «sensación de liberación» que proviene de escribir personajes masculinos, ya que le permiten expresar pensamientos y conceptos libremente, en contraste con las protagonistas femeninas que enfrentan las restricciones de una sociedad patriarcal. Hagio introdujo por primera vez a los protagonistas bishōnen en sus obras con The November Gymnasium en 1971. La serie está ambientada en un internado masculino, aunque en un borrador inicial de la historia el internado era femenino para ajustarse a las convenciones del manga shōjo de la época, lo que resulta en una historia de Clase S. Insatisfecha con el borrador, Hagio cambió a los protagonistas a bishōnen; esto alineó la historia con el género entonces naciente de shōnen-ai, el precursor del Yaoi (manga de romance masculino-masculino).
Los bishōnen de las obras de Hagio no son tanto sexuales como andróginos: socialmente masculinos, físicamente andróginos y psicológicamente femeninos. El significado de la ambigüedad de género ha sido considerado de diversas maneras por los críticos: desde una perspectiva ''queer'' del experto en manga James Welker como una expresión de la identidad lésbica sublimada, y desde una perspectiva feminista de la socióloga Chizuko Ueno como un intento de ruptura de la dicotomía patriarcal creando un «tercer sexo».
Gracias a que Hagio inició con la creación de personajes del colectivo queer complejos y positivos se abandonó la forma negativa que se tenía de representar personajes pertenecientes al colectivo por parte de otros mangakas. Ya que hubo representaciones anteriores que se consideran negativas y esterotípicas dañinas para la comunidad queer.

## Obras

### Manga
La siguiente es una lista de los trabajos serializados y one-shot manga de Hagio. Las serializaciones se refieren a trabajos de varios capítulos que generalmente se publicaron más tarde como ediciones recopiladas (tankōbon), mientras que los one-shots se refieren a trabajos de un solo capítulo que a veces se recopilaron más tarde en antologías. Las fechas y editores provienen de El 50 Aniversario de El Clan de los Poe y el Mundo de Moto Hagio, a menos que se indique lo contrario.

### Obras serializadas
| Fecha inicial de publicación | Fecha final | Título                                          | Título original                                           | Publicado en             |
| ---------------------------- | ----------- | ----------------------------------------------- | --------------------------------------------------------- | ------------------------ |
| 1971                         | 1974        | Cacería de Espíritus                            | (精霊狩り? 'Seirei Kari')                                 | Shogakukan               |
| 1972                         | presente    | El Clan de los Poe                              | (ポーの一族?)                                             | Shogakukan               |
| 1972                         | 1976        | La Felicidad de Moto-chan                       | (とってもしあわせモトちゃん? 'Totemo Shiawase Moto-chan') | Shogakukan               |
| 1974                         | 1974        | El Corazón de Thomas                            | (トーマの?)                                               | Shogakukan               |
| 1975                         | 1975        | Te Venderé a esa Chica                          | (この娘うります！? 'Kono ko Urimasu!')                    | Shogakukan               |
| 1975                         | 1975        | Alois                                           | (アロイス? 'Aroisu')                                      | Hakusensha               |
| 1975                         | 1975        | ¿Quién es el 11° Pasajero?                      | (11人いる！?)                                             | Shogakukan               |
| 1975                         | 1976        | Mi Primo Pelirrojo                              | (赤ッ毛のいとこ? 'Akagge no Itoko')                       | Shueisha                 |
| 1976                         | 1976        | American Pie                                    | (アメリカン・パイ?)                                       | Akita Shoten             |
| 1976                         | 1976        | Europa a Derecha e Izquierda                    | (ヨーロッパみぎひだり? 'Europe Migihidari')               | Akita Shoten             |
| 1977                         | 1977        | Shoujo Roman                                    | (少女ろまん? Shōjo Roman)                                 | Akita Shoten             |
| 1977                         | 1978        | Selección de Obras de Bradbury                  | (Bradbury傑作選 原作? 'Bradbury Kessaku-sen Gensaku')     | Shueisha                 |
| 1977                         | 1978        | Diez Billones de Días y Cien Billones de Noches | (百億の昼と千億の夜?)                                     | Shogakukan               |
| 1978                         | 1979        | Estrella Roja                                   | (スター・レッド?)                                         | Shogakukan               |
| 1979                         | 1979        | Los Niños Terribles                             | (恐るべき子どもたち?)                                     | Shogakukan               |
| 1980                         | 1983        | Mesh                                            | (メッシュ?)                                               | Shogakukan               |
| 1980                         | 1982        | Triángulo de Plata                              | (銀の三角? 'Gin no Sankaku')                              | Hayakawa                 |
| 1981                         | 1984        | A, A Prime                                      | (A-A'?)                                                   | Akita Shoten, Shogakukan |
| 1982                         | 1982        | Mosaico Rasen                                   | (モザイク・ラセン? 'Mozaiku Rasen')                       | Akita Shoten             |
| 1985                         | 1985        | Florero de Rosas                                | (ばらの花びん? 'Bara no Kabin')                           | Shogakukan               |
| 1985                         | 1987        | Marginal                                        | (マージナル?)                                             | Shogakukan               |
| 1988                         | 1988        | El Crimen Perfecto de las Hadas                 | (完全犯罪 フェアリー? 'Kanzen Hanzai Fearī')              | Shogakukan               |
| 1988                         | 1989        | El Festival de las Flores                       | (フラワーフェスティバル? 'Furawā Fesutibaru')             | Shogakukan               |
| 1988                         | 1991        | Aria de los Mares                               | (海のアリア? 'Umi no Aria')                               | Kadokawa Shoten          |
| 1980                         | 1990        | Camino a Roma                                   | (ローマへの道? 'Rōma e no Michi')                         | Shogakukan               |
| 1991                         | 1992        | Hombre Desagradecido                            | (感謝知らずの男? 'Kanshashira Zunootoko')                 | Shogakukan               |
| 1992                         | 2001        | Un Cruel Dios Reina en los Cielos               | (残酷な神が支配する?)                                     | Shogakukan               |
| 1992                         | 1994        | La Casa en la Peligrosa Colina                  | (あぶない丘の家? 'Abunai Oka no Ie')                      | Kadokawa Shoten          |
| 2002                         | 2005        | El Otro Mundo de Barbara                        | (バルバラ異界?)                                           | Shogakukan               |
| 2006                         | 2007        | Hotel Abunazaka                                 | (あぶな坂HOTEL?)                                          | Shueisha                 |
| 2006                         | 2012        | En Cualquier Lugar Excepto Aquí                 | (ここではない★どこか?)                                    | Shogakukan               |
| 2008                         | 2012        | Pequeño Leo                                     | (レオくん?)                                               | Shogakukan               |
| 2009                         | 2010        | El Señor Hishikawa y su Gato                    | (菱川さんと猫? 'Hishikawa-san to Neko')                   | Kodansha                 |
| 2011                         | 2012        | Nanohana                                        | (なのはな?)                                               | Shogakukan               |
| 2013                         | 2020        | Reina Margot                                    | (王妃マルゴ?)                                             | Shueisha                 |
| 2013                         | 2015        | Lejos                                           | (アウェイ?)                                               | Shogakukan               |

### Obras de capítulo único
| Fecha | Título                                        | Título original                                               | Publicado en                               |
| ----- | --------------------------------------------- | ------------------------------------------------------------- | ------------------------------------------ |
| 1969  | Lulu y Mimi                                   | (ルルとミミ? Lulu to Mimi)                                    | Nakayoshi                                  |
| 1969  | Magia Maravillosa                             | (すてきな魔法? Suteki na Mahō)                                | Nakayoshi                                  |
| 1970  | Gato Cool                                     | (クールキャット? Kūru Kyatto)                                 | Nakayoshi                                  |
| 1970  | Compañía Boba                                 | (爆発会社? Bakuhatsu Gaisha)                                  | Nakayoshi                                  |
| 1970  | Bianca                                        | (ビアンカ Bianca?)                                            | Shōjo Friend                               |
| 1970  | Tarta Tarta Tarta                             | (ケーキケーキケーキ? Kēki Kēki Kēki)                          | Nakayoshi                                  |
| 1971  | La Chica del Porche Tiene un Cachorro         | (ポーチで少女が小犬と Pōchi de Shōjo ga Koinu to?)            | COM                                        |
| 1971  | La Historia de Belle y Mike                   | (ベルとマイクのお話し? Belle to Mike no Ohanashi)             | Shōjo Comic                                |
| 1971  | El Niño de Nieve                              | (雪の子? Yuki no Ko)                                          | Shōjo Comic                                |
| 1971  | La Casa de la Torre                           | (塔のある家? Tō no Aru Ie)                                    | Shōjo Comic                                |
| 1971  | ¿Quién es el Novio de Jennifer?               | (ジェニファの恋のお相手は? Jenifer no Koi no Oaite Wa)        | Nakayoshi                                  |
| 1971  | El Hombre que Trajo a la Novia                | (花嫁をひろった男? Hanayome o Hirotta Otoko)                  | Shōjo Comic                                |
| 1971  | Zapatos Desgastados                           | (かたっぽのふるぐつ? 'Katappo no Furu Gutsu')                 | Nakayoshi                                  |
| 1971  | Pobre Mamá                                    | (かわいそうなママ? 'Kawaisō na Mama')                         | Shōjo Comic                                |
| 1971  | Seirei-gari                                   | (精霊狩り? Cacería de Espíritus)                              | Shōjo Comic                                |
| 1971  | Sensiblera                                    | (モードリン? 'Mōdorin')                                       | Shōjo Comic                                |
| 1971  | Sayo no nū Yukata                             | (小夜の縫うゆかた? Yukata Cosido por Sayo)                    | Shōjo Comic                                |
| 1971  | Kenneth Ojisan to Futago                      | (ケネスおじさんとふたご? 'El tío Kenneth y los Gemelos')      | Shōjo Comic                                |
| 1971  | Otro Amor                                     | (もうひとつの恋? Mō Hitotsu no Koi)                           | Shōjo Comic                                |
| 1971  | Jū-gatsu no Shōjo-tachi                       | (10月の少女たち? 'Chicas en Octubre)                          | COM                                        |
| 1971  | Viaje de Otoño                                | (秋の旅 Aki no Tabi?)                                         | Shōjo Comic                                |
| 1971  | El Corazón de Thomas:El Gimnasio de Noviembre | (11月のギムナジウム Jūichigatsu no Gimunajiumu?)              | Shōjo Comic                                |
| 1971  | La Flauta del Chico del Bosque Blanco"        | (白き森白い少年の笛? 'Shiroki Mori Shiroi Shōnen no Fue')     | Shōjo Comic                                |
| 1971  | La Chica wue se convirtió en un Pájaro Blanco | (白い鳥になった少女? Shiroi Tori ni Natta Shōjo)              | Shōjo Comic                                |
| 1971  | Noche Sagrada en la Colina del Marinero       | (セーラ・ヒルの聖夜? Sara-hill no Seiya)                      | Shōjo Comic                                |
| 1972  | Pelota                                        | (あそび玉? Asobi-dama)                                        | Shōjo Comic                                |
| 1972  | No Juegues con la Pelota de Yarn              | (毛糸玉にじゃれないで? Keito-dama ni Jarenaide)               | Shōjo Comic                                |
| 1972  | La Hermana de Mitsukuni                       | (みつくにの娘? Mitsukuni no Musume)                           | Shōjo Comic                                |
| 1972  | ¡Lo Siento!                                   | (ご? Gomen Asobase!)                                          | Shōjo Comic                                |
| 1972  | Desfile de Liebres                            | (3月ウサギが集団で? San-gatsu Usagi ga Shūdan De)             | Shōjo Comic                                |
| 1972  | Zapatillas de Hada                            | (妖精の子もり? Yōsei no Komori)                               | Shōjo Comic                                |
| 1972  | Voz de Junio                                  | (6月の声り? 'Roku-gatsu no Koe')                              | Shōjo Comic                                |
| 1972  | Mermelada-chan                                | (ママレードちゃん? 'Mamarēdo-chan')                           | Shōjo Comic                                |
| 1972  | Mia                                           | (ミーア?)                                                     | Shōjo Comic                                |
| 1973  | El Alfiler Milésimo                           | (千本めのピン? 'Senbon-me no Pin')                            | Shōjo Comic                                |
| 1973  | El Heredero del Campo de Coles                | (キャベツ畑の遺産相続人? Kyabetsu-batake no Isan Sōzokunin)   | Shōjo Comic                                |
| 1973  | Oh, Qué Será, Será                            | (オーマイ ケセィラ セラ? 'Ō mai Keseira Sera)                 | Shōjo Comic                                |
| 1974  | El Anuncio de Howard en el Periódico          | (ハワードさんの新聞広告? 'Hawādo-san no Shinbun Kōkoku')      | Shōjo Comic                                |
| 1974  | El Sueño del Unicornio                        | (ユニコーンの夢 Unicorn no Yume?)                             | Shōjo Comic                                |
| 1974  | Manga ABC                                     | (まんがABC?)                                                  | Shōjo Comic                                |
| 1974  | Minino, Minino                                | (プシキャット・プシキャット? Pushikyatto Pushikyatto)         | Shōjo Comic                                |
| 1975  | La Casa Verde                                 | (温室? Onshitsu)                                              | Seventeen                                  |
| 1975  | La Calle Espacial                             | (スペース ストリート? 'Supēsu Sutorīto')                      | Shōjo Comic                                |
| 1975  | Violita                                       | (ヴィオリータ?)                                               | Jotomo                                     |
| 1976  | En Flores y Luz                               | (花と光の中? Hana to Hikari no Naka)                          | Shōjo Comic                                |
| 1976  | El Corazón de Thomas: En el Lago              | (湖畔にて?)                                                   | Strawberry Fields                          |
| 1977  | Bosque sin Sombra                             | (影のない森?)                                                 | Big Comic Original                         |
| 1977  | Marié, Diez Años Después                      | (十年目の毬絵?)                                               | Big Comic Original                         |
| 1977  | Marino                                        | (マリーン?)                                                   | Seventeen                                  |
| 1978  | La Lila Dorada                                | (ゴールデン ライラック? Gōruden Rairakku)                     | Shōjo Comic                                |
| 1978  | Izan es Zurdo                                 | (左ききのイザン? Hidarikiki no Izan)                          | SF Fantasia                                |
| 1979  | Los Niños que Viven en las Flores             | (花々に住む子供? 'Hanabana ni Sumu Kodomo')                   | Princess                                   |
| 1979  | Crisálidas                                    | (さなぎ?)                                                     | Seven Comic                                |
| 1980  | Eclipse                                       | (月蝕? 'Gesshoku')                                            | Vampirella                                 |
| 1980  | Rāginī                                        | (ラーギニー?)                                                 | S-F Magazine                               |
| 1980  | El Corazón de Thomas: El Visitante            | (訪問者?)                                                     | Petit Flower                               |
| 1980  | Un Sueño Borracho                             | (酔夢?)                                                       | Kingin Sagan                               |
| 1980  | Reunión de Viernes Noche                      | (金曜の夜の集会? 'Kin'yō no Yoru no Shūkai')                  | S-F Magazine                               |
| 1983  | Shiro                                         | (城?)                                                         | Petit Flower                               |
| 1983  | 4/4 (Cuatro Cuartos)                          | (4/4カトルカース?)                                            | Petit Flower                               |
| 1984  | Hanshin: Medio-Dios                           | (半神?)                                                       | Petit Flower                               |
| 1984  | Puesto de Huevos                              | (エッグ・スタンド?)                                           | Petit Flower                               |
| 1984  | Falso Rey                                     | (偽王? 'Nise ō')                                              | Petit Flower                               |
| 1984  | Belleza Herbal                                | (ハーバル・ビューティ?)                                       | Bouquet                                    |
| 1984  | Imitando a un Ángel                           | (天使の擬態? Tenshi no Gitai)                                 | Petit Flower                               |
| 1984  | Diversión                                     | (船?)                                                         | Petit Flower                               |
| 1985  | Despacio                                      | (スロー・ダウン?)                                             | Petit Flower                               |
| 1985  | Barco                                         | (ばらの花びん? Bara no Kabin)                                 | Petit Flower                               |
| 1985  | Uvas                                          | (友人K?)                                                      | Yūjin K                                    |
| 1985  | Tienes unos Lindos Ojos                       | (きみは美しい瞳? Kimi wa Utsukushii Hitomi)                   | Asuka                                      |
| 1989  | Piratas y Princesas                           | (海賊と姫君? Kaizoku to Himegimi)                             | Petit Flower                               |
| 1989  | Azulejo                                       | (青い鳥? Aoi Tori)                                            | Petit Flower                               |
| 1990  | Planeta en Pleno Verano                       | (真夏のの惑星（プラネット? Manatsu no yo no Wakusei (Planet)) | Petit Flower                               |
| 1991  | Rotbarth                                      | (ロットバルト?)                                               | Petit Flower                               |
| 1991  | El Amante de Juliette                         | (ジュリエットの恋人? Juliette no Koibito)                     | Petit Flower                               |
| 1991  | Catharsis                                     | (カタルシス?)                                                 | Petit Flower                               |
| 1992  | Iguana Girl                                   | (イグアナの娘?)                                               | Petit Flower                               |
| 1994  | Puesta de Sol                                 | (午後の日射し? 'Gogo no Hizashi')                             | Big Gold                                   |
| 1994  | Gakkō e Iku Kusuri                            | (学校へ行くクスリ?)                                           | Big Gold                                   |
| 1998  | El Niño que Viene a Casa                      | (帰ってくる子?)                                               | Child Igyō Collection 7                    |
| 2006  | El Gato con Botas                             | (長靴をはいたシマ猫? 'Nagagutsu o Haita Shima Neko')          | Neko Moto                                  |
| 2007  | Tarta de Cumpleaños                           | (バースディ・ケーキ?)                                         | SF Japan                                   |
| 2007  | El Sauce                                      | (の木?)                                                       | Flowers                                    |
| 2008  | Clínica Nekomoto                              | (猫本クリニック?)                                             | Neko Moto 2                                |
| 2016  | A Través de la Puerta de Yura                 | (由良の門を?)                                                 | Monthly Afternoon                          |
| 2018  | En la Parada del Autobús                      | (バス停にて? Basutei Nite)                                    | Morning                                    |
| 2020  | El Universo de Galileo                        | (ガリレオの宇宙? Galileo no Uchū)                             | App Store                                  |
| 2021  | Cacería de Kirin                              | (麒麟狩り? Kirin Kari)                                        | Daijiro Morohoshi 50th Anniversary Tribute |